# Heritage Square (Metro de Los Ángeles)
Heritage Square es una estación en la línea A del Metro de Los Ángeles y es administrada por la Autoridad de Transporte Metropolitano del Condado de Los Ángeles. La estación se encuentra localizada en Montecito Heights y Mount Washington, Los Ángeles, California adyacente a la Interestatal 110. Anteriormente la estación se llamaba French Station
Heritage Square/Arroyo.

## Atracciones
- Audubon Center in Debs Park
- Carlin G. Smith Recreation Center
- Casa de Adobe
- Ramona Hall
- Autry National Center
- Sycamore Grove Park

## Conexiones de autobuses
- Metro Local: 81, 83